# Campeonato Mundial Femenino de Ajedrez 1996
El 27º Campeonato mundial femenino de ajedrez se desarrolló entre enero y febrero de 1996 en Jaén,España. Esta edición enfrentó a la campeona Xie Jun contra Zsuzsa Polgár, ganadora del Torneo de candidatas. En esta edición, Polgár derrotó a Xie para consagrarse campeona del mundo.

## Torneo de Candidatas
El Torneo de Candidatas se desarrolló en septiembre de 1994 en Tilburgo, Países Bajosy la final en  marzo de 1995 en San Petersburgo. Participaron las siete mejores del Interzonal de Yakarta de 1993 junto a las 2 finalistas del Torneo de candidatas anterior: Nana Ioseliani y Zsusa Polgár.
|   | Jugadora                  | Rating | 1 | 2  | 3  | 4  | 5  | 6  | 7  | 8  | 9  | Pts. |
| - | ------------------------- | ------ | - | -- | -- | -- | -- | -- | -- | -- | -- | ---- |
| 1 | Zsuzsa Polgar             | 2550   | - | 1  | 1½ | 1½ | 2  | 1  | 1  | 1½ | 1  | 10½  |
| 2 | Maia Chiburdanidze        | 2520   | 1 | -  | 1½ | ½  | 1½ | 1½ | 1  | 2  | 1½ | 10½  |
| 3 | Pia Cramling              | 2525   | ½ | ½  | -  | 1  | 0  | 2  | 1½ | 1½ | 1½ | 8½   |
| 4 | Alisa Galliamova-Ivanchuk | 2475   | ½ | 1½ | 1  | -  | 1  | ½  | 1  | ½  | 2  | 8    |
| 5 | Alisa Marić               | 2400   | 0 | ½  | 2  | 1  | -  | 1  | 1  | 1  | 1½ | 8    |
| 6 | Peng Zhaoqin              | 2370   | 1 | ½  | 0  | 1½ | 1  | -  | 1  | 1½ | 1  | 7½   |
| 7 | Nana Ioseliani            | 2435   | 1 | 1  | ½  | 1  | 1  | 1  | -  | 1  | ½  | 7    |
| 8 | Cristina Adela Foișor     | 2405   | ½ | 0  | ½  | 1½ | 1  | ½  | 1  | -  | 2  | 7    |
| 9 | Ketevan Arakhamia         | 2450   | 1 | ½  | ½  | 0  | ½  | 1  | 1½ | 0  | -  | 5    |

Tras 9 rondas, Polgár se enfrentó en un encuentro a 10 partidas a la ex-campeona Maia Chiburdanidze, donde Polgár salió victoriosa.
|                    | 1 | 2 | 3 | 4 | 5 | 6 | 7 | 8 | Total |
| ------------------ | - | - | - | - | - | - | - | - | ----- |
| Maia Chiburdanidze | ½ | ½ | 0 | 0 | ½ | 0 | 0 |   | 1½    |
| Zsuzsa Polgár      | ½ | ½ | 1 | 1 | ½ | 1 | 1 |   | 5½    |

## Xie vs Polgár
El Campeonato del mundo se disputó mediante un encuentro a 16 partidas donde la primera jugadora en obtener 8½ puntos sería consagrada campeona.
|               | 1 | 2 | 3 | 4 | 5 | 6 | 7 | 8 | 9 | 10 | 11 | 12 | 13 | 14 | 15 | 16 | Total |
| ------------- | - | - | - | - | - | - | - | - | - | -- | -- | -- | -- | -- | -- | -- | ----- |
| Zsuzsa Polgar | 0 | ½ | ½ | 1 | 1 | ½ | 1 | 1 | ½ | ½  | 1  | 0  | 1  |    |    |    | 8½    |
| Xie Jun       | 1 | ½ | ½ | 0 | 0 | ½ | 0 | 0 | ½ | ½  | 0  | 1  | 0  |    |    |    | 4½    |